# Одигітрія

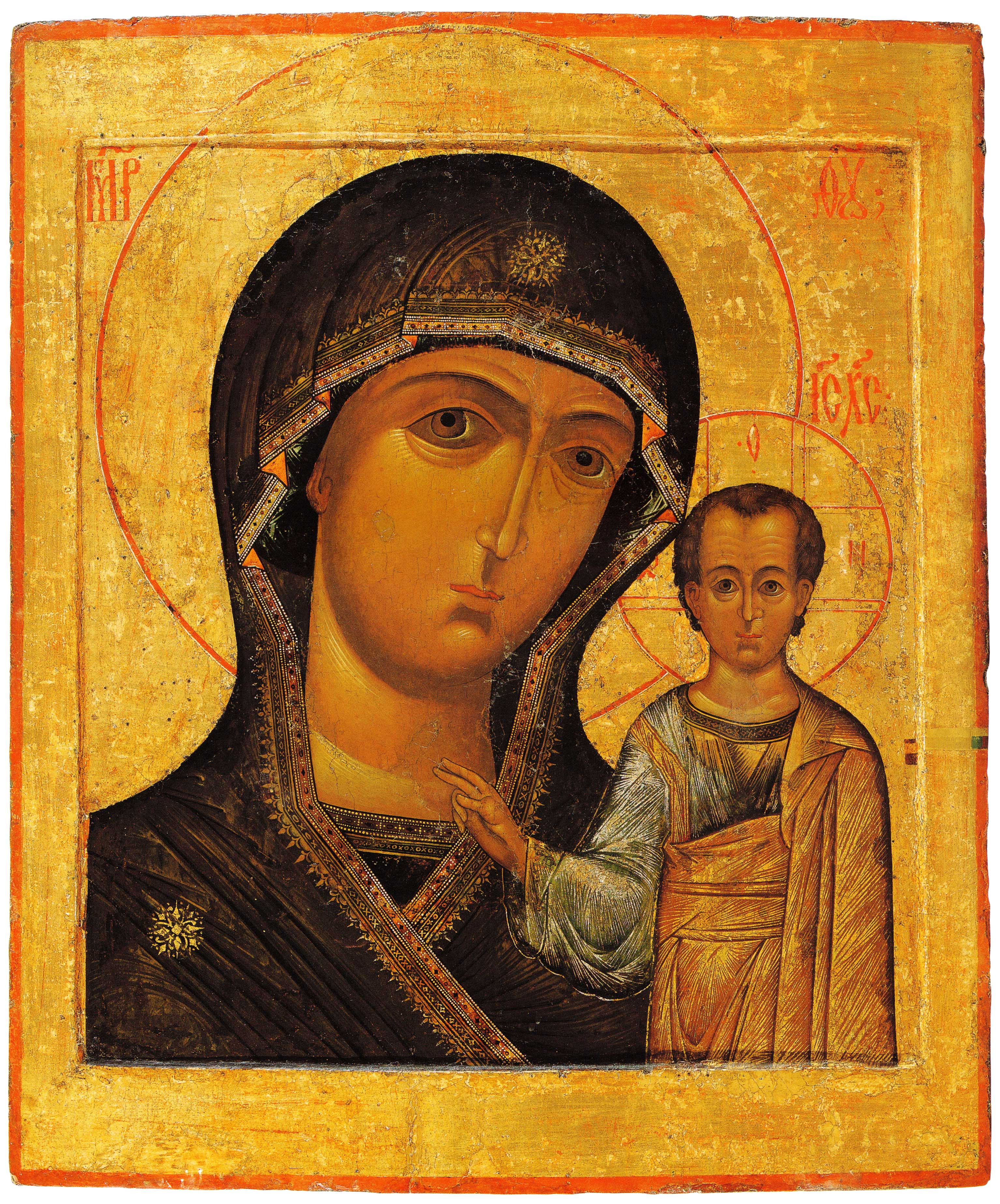
Казанська ікона Божої Матері

Одигітрія (грец. Οδηγήτρια — вказуюча дорогу) — ікона, де зображена Богородиця з Ісусом-дитям.

## Іконографія
Зазвичай маленький Ісус сидить на руках матері, правою рукою благословляє, а лівою — тримає згорток, рідше — книгу, що відповідає іконографічному типу Христа Пантократора (Вседержителя). З догматичного погляду, головне значення цього образу — прихід у світ Небесного Царя та Судді та поклоніння Господньому немовляті. Цей тип ікон із зображенням Богородиці є одним з найдавніших, хоча термін «одигітрія» почали використовувати тільки з XI століття.
Одигітрія є найпоширенішим типом богородичної ікони в Україні.

## Походження назви
Назва Одигітрія походить від грецького слова hodegos (поводир, мн. hodegoi). Таким поводирем був один чоловік, який проводив сліпих паломників до Монастиря Панагії Одигітрії чи Одегону по дорозі до Константинополя, в якому зберігалося зображення благодатної Марії. За легендою, ця ікона була намальована євангелістом Лукою. Таким чином, для цієї церкви та ікони утвердилась назва Одегон та Одигітрія. Сама ікона з завоюванням Візантії османами була втрачена, проте через копії, що збереглися, та манеру виконання назву Одигітрія носить такий тип ікон.

## Найвідоміші ікони-одигітрії
- Гошівська ікона Божої Матері
- Станиславівська ікона Божої Матері
- Тихвінська сльозоточива ікона Божої Матері
- Феодоровська ікона Божої Матері
- Ченстоховська ікона Божої Матері
- Шуйська ікона Божої Матері
- Ікона Божої Матері «Нев'янучий цвіт»
- Богородчанська ікона Божої Матері
- Самбірська Божа Мати
- Ікона Матері Божої Теребовлянської